# Castillo de Wapnö
El Castillo de Wapnö (Vapnö slott) se sitúa en la parroquia de Vapnö en el municipio de Halmstad, Halland, Suecia. El edificio principal alberga un restaurante y un centro de conferencias. La finca comprende 1400 hectáreas de tierra agrícola productiva y 433 hectáreas de territorio de bosques. La principal actividad de la propiedad es la producción de leche y la operación de una lechería.